# 1964年鐵路
此條目列出1964年發生有關鐵路運輸的事件。

## 事件

### 1月
- 1月11日：忘憂線通車。

### 3月
- 3月25日：營團地下鐵日比谷線霞關站至惠比壽站通車，但並不與日比谷線其餘路段連接。

### 4月
- 4月20日：芝加哥地鐵斯科奇·斯威夫特通車。
- 4月29日：京王電鐵動物園線通車。

### 5月
- 5月19日：根岸線通車。

### 6月
- 6月19日：美國總統林登·約翰遜主持舊金山灣區捷運開工儀式。

### 7月
- 7月：1964年市區大眾運輸法案（英语：Urban Mass Transportation Act of 1964）成為法律。
- 7月22日：營團地下鐵日比谷線由惠比壽站延長至中目黑站。

### 8月
- 8月29日：營團地下鐵日比谷線由東銀座站延長至霞關站，同時與東京急行電鐵東橫線直通運行，至此分隔兩段的日比谷線終於連接起來。

### 9月
- 9月17日：東京單軌電車羽田線通車，來往單軌電車濱松町站至（舊）羽田站，成為羽田機場的第一條機場聯絡軌道系統。當時沒有任何中途站。
- 9月18日：營團地下鐵荻窪線加設東高圓寺站。
- 9月24日：大阪市營地下鐵1號線由梅田站北延至新大阪站。

### 10月
- 10月1日：東海道新幹線通車，來往東京站至新大阪站，是全世界第一條高速鐵路。都營地下鐵1號線由新橋站延長至大門站。
- 10月9日：倫敦地鐵區域線停止服務豪恩斯洛支線。
- 10月31日：大阪市營地下鐵4號線由弁天町站延長至本町站（臨時站）。

### 11月
- 11月1日：米蘭地鐵1號線通車。
- 11月15日：新狹山站啟用[1]。

### 12月
- 12月23日：營團地下鐵東西線通車，來往高田馬場站至九段下站。
- 12月30日：莫斯科地鐵高爾基－河畔線由隼鳥站延長至河運碼頭站。